# Hanna Bezsonova
Hanna Bezsonova (ukrainska: Ганна Володимирівна Безсонова, Hanna Volodymyrivna Bezsonova) född den 28 juli 1984 i Kiev, Ukrainska SSR, Sovjetunionen, är en ukrainsk gymnast.
Hon tog OS-brons i rytmisk gymnastik i samband med de olympiska gymnastiktävlingarna 2004 i Aten och OS-brons igen i rytmisk gymnastik i samband med de olympiska gymnastiktävlingarna 2008 i Peking.